# Tiaro
Tiaro is een bestuurslaag in het regentschap Merangin van de provincie Jambi, Indonesië. Tiaro telt 529 inwoners (volkstelling 2010).